# عبد الرحمن القلهود
عبد الرحمن القلهود أحد علماء الدين البارزين في ليبيا، تولى الإفتاء في بلاده فترة ستينيات القرن العشرين، كما كان عضوًا في المجلس الاستشاري للملك إدريس السنوسي، ويعد أبو بكر بلطيف من بين أبرز أساتذته، أمّا عن طلاّبه فقد درس على القلهود عدد من الطلاب الذين أصبحوا لاحقًا علماء دين مهمين في بلدهم، ومنهم عبد السلام خليل.